# David-François Panay
David-François Panay (Lyon, 31 décembre 1752 - Paris, 11 septembre 1822) est un architecte et urbaniste français.

## Présentation

### Études et étapes de carrière
Il fait ses études à l'École nationale des ponts et chaussées à Paris de 1775 à 1779. Élève doué, il y obtient plusieurs prix. Son diplôme en poche, il entame une carrière qui comporte trois grandes étapes :
- de 1779 à 1792 : il est sous-ingénieur puis ingénieur ordinaire en fonction à Lyon
- de 1792 à 1806 : il traverse une situation instable et exerce diverses tâches
- de 1806 à 1812 : il est ingénieur des ponts et chaussées à Mont-de-Marsan, dans le département des Landes. Affecté là par obligation et non par choix, il demande dès 1808 une nouvelle affectation, qui ne lui est accordée qu'en 1812. Arrivé ingénieur en chef de seconde classe, il est promu ingénieur en chef de première classe en 1809.

Sa mise en retraite se fait en 1814.

### Réalisations à Mont-de-Marsan
La carrière de David-François Panay à Mont-de-Marsan dure près de six ans et se décompose en deux parties : avant et après la venue de l'empereur Napoléon Ier en avril 1808 dans la préfecture des Landes, désignée comme telle dix-huit ans auparavant.
Durant la première période, il se contente de poursuivre les travaux déjà engagés. L'une de ses premières tâches consiste à approuver la réalisation des traversées de la ville, conçue par l'ingénieur Lobgeois, et prévoyant l'élargissement de certains axes. Par instruction du 21 juillet 1806, il se voit confier, en plus de ses fonctions habituelles, la charge des bâtiments administratifs. Manifestant peu d'attrait pour ces nouvelles responsabilités, il se contente de finir, parfois avec des changements par rapport aux plans initiaux, le palais de justice de Mont-de-Marsan, la gendarmerie, 4 rue du Huit-Mai-1945 et la prison de Mont-de-Marsan.
La seconde période est plus fastueuse pour le département et sa préfecture, car Napoléon prend des décisions importantes pour aménager les Landes. Les attributions de David-François Panay sont donc renforcées, ce qui se traduit par la conception et la réalisation de projets personnels, comme la préfecture des Landes et la rotonde de la Vignotte.
Il s'inspire durant cette période de l'architecture néoclassique, style officiel du Premier Empire et conçoit pour le chef-lieu de département des monuments où prédominent la régularité des lignes, la symétrie des proportions et un goût marqué pour les portiques et colonnes toscanes. Il suit en cela l'exemple de Claude Nicolas Ledoux.
La ville de Mont-de-Marsan rend hommage à David-François Panay en donnant son nom à une de ses avenues.